# Blackwood (filme)
Blackwood é um filme de suspense produzido no Reino Unido, dirigido por Adam Wimpenny e lançado em 2013.